# Myron P. Lindsley
Myron Plato Lindsley est né à Middlesex, dans le comté de Yates dans l'État de New York le 18 septembre 1825. Il est diplômé de l'Union College de Schenectady (New York), en 1849, et de l'École de droit John W. Fowler à Ballston Spa en 1850.
Lui et sa femme Frances ont eu un fils et une fille, Thales et Lizzie.
Parallèlement à son poste de Maire de Green Bay, il servit comme Avocat de district pour le comté de Brown. En 1872, il fut élu au Sénat d'état pendant deux ans représentant le second district, c'est-à-dire les comtés de Brown, Door, et Kewaunee.
Il meurt en 1883.